# Simone Troxler
Pour les articles homonymes, voir Troxler.
Simone « Simi » Troxler, née le 22 octobre 1996, est une coureuse de fond suisse. Elle est championne suisse de course en montagne 2022 et a remporté le marathon de la Jungfrau en 2019.

## Biographie
Simone Troxler pratique la gymnastique durant sa jeunesse jusqu'à l'âge de ses 18 ans. Elle se met à la course à pied en 2016 en rejoignant un groupe de jogging durant ses études à l'université de Lausanne. Le 22 octobre 2017, jour de son anniversaire, elle court son premier marathon à Lausanne et parvient à terminer sur la troisième marche du podium en 2 h 55 min 28 s à sa propre surprise,.
Elle se révèle en 2018. Ayant récupéré un dossard pour le Verbier Marathon, elle s'y élance à fond et remporte la victoire. Motivée par ce résultat, elle décide de se réinscrire à Sierre-Zinal et crée la surprise en terminant sur la troisième marche du podium en 3 h 2 min 47 s derrière Lucy Wambui Murigi et Michelle Maier, améliorant d'une demi-heure son temps de l'année précédente.
Elle décroche sa première sélection en équipe nationale pour les championnats d'Europe de course en montagne 2019 à Zermatt. Elle s'y classe huitième et remporte la médaille de bronze au classement par équipes avec Maude Mathys première et Victoria Kreuzer 22e. Le 7 septembre, elle prend la première les commandes du marathon de la Jungfrau. Victime de crampes à mi-parcours, elle parvient à conserver la tête et à s'imposer en 3 h 36 min 13 s. Le 27 octobre, elle réalise une excellente course au marathon de Lausanne et parvient à s'imposer en 2 h 42 min 30 s, battant de six minutes la Française Aline Camboulives.
En octobre 2021, elle prend part au Grand Prix de Berne lors d'une édition spéciale sans coureurs élite invités en raison des mesures sanitaires liées à la pandémie de Covid-19. Elle remporte la victoire en 1 h 0 min 50 s.
Profitant de l'absence de Maude Mathys aux championnats suisses de course en montagne à Adelboden, elle se retrouve face à la coureuse cycliste Selina Burch contre laquelle elle lutte au coude à coude. Elle parvient à s'imposer au sprint final pour huit secondes et remporte son premier titre national.

## Palmarès

### Route
| Année | Compétition            | Lieu     | Place | Épreuve          | Performance     |
| ----- | ---------------------- | -------- | ----- | ---------------- | --------------- |
| 2017  | Marathon de Lausanne   | Lausanne | 3e    | Marathon         | 2 h 55 min 28 s |
| 2018  | Marathon de Lausanne   | Lausanne | 2e    | Marathon         | 2 h 44 min 14 s |
| 2018  | Christmas Midnight Run | Lausanne | 1re   | Course populaire | 29 min 50 s     |
| 2019  | Marathon de Lausanne   | Lausanne | 1re   | Marathon         | 2 h 42 min 31 s |
| 2021  | Grand Prix de Berne    | Berne    | 1re   | 10 miles         | 1 h 0 min 50 s  |
| 2022  | 20 km de Lausanne      | Lausanne | 3e    | 20 km            | 1 h 16 min 58 s |

### Course en montagne
| no  | féminin            | Course                                      | Longueur | Départ            | Temps           |
| --- | ------------------ | ------------------------------------------- | -------- | ----------------- | --------------- |
| 5e  | Médaille d'or      | Verbier Marathon                            | 44 km    | 7 juillet 2018    | 5 h 55 min 39 s |
| 75e | Médaille de bronze | Sierre-Zinal                                | 31 km    | 12 août 2018      | 3 h 2 min 47 s  |
| 38e | 4e                 | Marathon de la Jungfrau                     | 42,2 km  | 8 septembre 2018  | 3 h 33 min 56 s |
| 8e  | 8e                 | Championnats d'Europe de course en montagne | 10,1 km  | 7 juillet 2019    | 1 h 5 min 16 s  |
| 94e | 6e                 | Sierre-Zinal                                | 31 km    | 11 août 2019      | 3 h 3 min 18 s  |
| 39e | Médaille d'or      | Marathon de la Jungfrau                     | 42,2 km  | 7 septembre 2019  | 3 h 36 min 13 s |
| 13e | Médaille d'or      | Matterhorn Ultraks Active                   | 19 km    | 22 août 2021      | 1 h 41 min 38 s |
| 20e | Médaille d'argent  | Semi-marathon d'Aletsch                     | 21,1 km  | 19 juin 2022      | 1 h 56 min 57 s |
| 16e | Médaille d'argent  | Course Montreux-Les-Rochers-de-Naye         | 18,8 km  | 3 juillet 2022    | 1 h 47 min 44 s |
| 31e | Médaille d'or      | Championnats suisses de course en montagne  | 12,6 km  | 17 juillet 2022   | 1 h 5 min 48 s  |
| 47e | Médaille d'argent  | Neirivue-Moléson                            | 10,6 km  | 18 juin 2023      | 1 h 17 min 42 s |
| 23e | Médaille de bronze | Verbier Marathon                            | 42 km    | 8 juillet 2023    | 5 h 40 min 40 s |
| 11e | Médaille d'argent  | Glacier 3000 Run                            | 26 km    | 10 août 2024      | 3 h 8 min 37 s  |
| 10e | Médaille d'argent  | Les KM de Chando                            | 7,7 km   | 21 septembre 2024 | 1 h 22 min 46 s |
| 16e | Médaille d'or      | Course Montreux-Les-Rochers-de-Naye         | 18,8 km  | 22 juin 2025      | 1 h 55 min 25 s |

## Records
| Épreuve       | Performance     | Date            | Lieu     |
| ------------- | --------------- | --------------- | -------- |
| 10 000 mètres | 34 min 52 s 77  | 26 juin 2020    | Uster    |
| 15 kilomètres | 58 min 35 s     | 16 mars 2019    | Chiètres |
| 20 kilomètres | 1 h 13 min 56 s | 5 mai 2019      | Lausanne |
| Semi-marathon | 1 h 16 min 52 s | 18 octobre 2020 | Belp     |
| Marathon      | 2 h 42 min 31 s | 22 octobre 2019 | Lausanne |